# Marie-Monique Robin
Marie-Monique Robin (Gourgé, 1960) é uma jornalista de investigação,  realizadora  e  escritora   francesa. 
Recebeu  o  Prêmio Albert Londres  de 1995 para  Voleurs d'yeux  (1994), uma exposição sobre  roubo de órgãos ;   prêmio de melhor documentário político do  Senado francês  por  Escadrons de la mort, l'école française  (2003), seu filme sobre a transferência da França de técnicas de contra-insurgência (incluindo tortura) para a Argentina e Chile;   e o  Prêmio Rachel Carson  por  Le monde selon Monsanto  (2008), seu filme (e livro) sobre  a Monsanto  e os desafios ao meio ambiente de seus produtos, incluindo o glifosato e os organismos geneticamente modificados. 

## Biografia
Marie-Monique Robin nasceu e cresceu em Gourgé, em Deux-Sèvres, onde os seus pais eram agricultores. 
Estudou ciências políticas na  Universidade do Sarre, na Alemanha, e formou-se no centro universitário de educação em jornalismo da Universidade de Estrasburgo. Começou a sua carreira na France 3 e depois trabalhou para a agência CAPA de 1989 a 1999, antes de se tornar jornalista independente. Desde 1989, realizou cerca de quarenta filmes de investigação e ganhou cerca de trinta prémios, incluindo o prémio Buffon no festival internacional de cinema científico, e vários prémios no Festival Internacional de Notícias de Angers ou FIGRA (Festival international du grand reportage d'actualité et du documentaire de société).

## Livros publicados
- 1996 : Voleurs d’organes. Enquête sur un trafic,
- 1999 : Les Cent Photos du siècle
- 2002 : Le Sixième Sens, em colaboraçao com Mario Varvoglis
- 2004 : Escadrons de la mort, l'école française
- 2005 : L’École du soupçon : les dérives de la lutte contre la pédophilie
- 2008 : Le Monde selon Monsanto
- 2010 : 100 photos du XXIe siècle, com David Charrasse
- 2011 : Notre poison quotidien
- 2012 : Les Moissons du futur : comment l'agroécologie peut nourrir le monde
- 2013 : Notre poison quotidien : La responsabilité de l'industrie chimique dans l'épidémie des maladies chroniques
- 2014 : Sacrée croissance!
- 2017 : Le Roundup face à ses juges
- 2021 : La Fabrique des pandémies : Préserver la biodiversité, un impératif pour la santé planétaire

## Filmografia
- Torture Made in USA.  Documentário (2009) [2]

- Escadrons de la mort, l'école française. Documentário (2003). Título em português:  Os Esquadrões da morte: A escola francesa). O filme trata da transferência das técnicas  de tortura usadas pelo serviço secreto francês,   para as organizações de repressão política da América Latina.[3]
- La Fabrique des Pandémies. Documentário (2022). Título em português: A Fábrica de pandemias. O filme acompanha a atriz Juliette Binoche em diferentes partes do mundo, para compreender com cientistas as conexões entre saúde humana e a saúde de ecossistemas e animais[4][5]. Levando em conta a pandemia de COVID-19 e o que denomina "epidemia de pandemias", Robin propõe entender as condições que atualmente favorecem surtos de doenças pelo mundo.

## Controvérsia
Sua afirmações sobre roubo de órgãos no documentário Voleurs d'yeux levaram uma grupo de médicos franceses a examinar os olhos de Jeison, suposta vítima do crime.  A embaixada colombiana levou Jeison (então com 12 anos de idade) num voo para Paris em agosto de 1995, a fim de ter seus olhos examinados por dois renomados especialistas franceses em doenças infecciosas e oftalmologia. Um pediatra avaliou os prontuários do menino. 
O relatório dos médicos franceses apontou que os globos oculares, apesar de atrofiados, ainda estavam lá, assim como partes da córnea.
Pode-se acrescentar que, com suas 28.000 mortes violentas por ano, a Colômbia não tem escassez de doadores de qualquer tipo. De acordo com a lei colombiana, todos são doadores em potencial a menos que a família faça objeção.
Devido ao resultado do exame médico, o júri do Albert Londres suspendeu o prêmio de Robin e prometeu reanalisar o seu documentário. Após meses de discussões, decidiu manter a distinção, por considerar não ter havido má-fé. 